# Сельцо (Вяземский район)
Сельцо — деревня в Вяземском районе Смоленской области России. Входит в состав Поляновского сельского поселения. Население — 12 жителей (2007 год). 
Расположена в восточной части области в 6 км к юго-западу от Вязьмы, в 2,5 км севернее автодороги Р134 «Старая Смоленская дорога» Смоленск — Дорогобуж — Вязьма — Зубцов. В 1 км севернее деревни расположена железнодорожная станция Гредякино на линии Москва — Минск. 

## История
В годы Великой Отечественной войны деревня была оккупирована гитлеровскими войсками в октябре 1941 года, освобождена в марте 1943 года.